# Злодій та його вчитель
«Злодій та його вчитель» (нім. De Gaudeif un sien Meester) — казка, опублікована братами Грімм у збірці «Дитячі та сімейні казки» під номером 68. У першому виданні, опублікованому 20 грудня 1812 року, під номером 68 знаходилася інша казка — «З літнього та зимового саду» (нім. Von dem Sommer- und Wintergarten).
Згідно з системою класифікації казкових сюжетів Аарне-Томпсона має номер 325: «Чарівник і його учень» та містить елемент трансформаційної гонитви.

## Сюжет
Ян хоче навчити чогось свого сина, тому вирушає до церкви, щоб Бог допоміг йому визначити, чого саме вибрати. Дяк біля вівтаря каже: «Злодійство! Злодійство!», тому Ян вирішує навчити сина злодійству. Вони вирушають на пошуки вчителя й темному лісі натрапляють на маленьку хатину зі старою-престарою жінкою. Янів син залишається там, щоб навчитися злодійству у її сина, майстра злодійських справ.
Ян віддає свого сина в учні до майстра злодійських справ, який каже, що платити за навчання не потрібно, але якщо Ян згодом не впізнає свого сина, йому тоді все-таки доведеться заплатити. Через рік Ян повертається, і гном радить йому взяти з собою хліба, адже птах, що визирає з кошика, який він знайде, й буде його сином. Завдяки цьому Ян зможе повернути його. Ян каже гному, що хвилюється, що все-таки не зможе впізнати свого сина.
На дереві сидить птах, Янів син. Ян кидає пташці хліб, і вони починають розмовляти. Майстер злодійських справ каже, що Яну допоміг диявол, інакше він би не впізнав свого сина.
На зворотному шляху вони натрапляють на віз, а син перетворюється на собаку. Чоловік з воза хоче купити собаку, і батько її продає. Потім собака стрибає з воза і приймає іншу форму. У такий спосіб Янів син тікає і повертається до батька.
Повернувшись додому, наступного дня батько і син йдуть на ринок у сусіднє село. Син перетворюється на коня і просить батька не продавати його з вуздечкою. Проте батько продає його майстру злодійських справ, не знімаючи вуздечки. Коли майстер злодійських справ заганяє його у стійло, Янів син просить служницю зняти вуздечку, і вона настільки здивована, що кінь може говорити, погоджується це зробити. Янів син і майстер злодійських справ починають трансформаційну гонитву, вони починають перетворюватися спочатку на горобців, потім на риб, одночасно б'ючись один з одним. Закінчує все тим, що хлопець перетворюється на лиса, а чаклун обертається півнем, і лис відкушує голову півню.